# Armando Ravaglioli
Armando Ravaglioli (Rocca San Casciano, 17 novembre 1918 – Roma, 28 gennaio 2009) è stato uno scrittore, critico d'arte e giornalista italiano.

## Gli esordi nei GUF
Iscrittosi all'Università di Bologna, nel 1939 Ravaglioli ricoprì l'incarico i responsabile culturale del Gruppo Universitario Fascista di Forlì. In questo periodo riuscì a fondare la nuova rivista "Via Consolare" che affrontasse tematiche artistiche e culturali. Diffusa inizialmente solo in Romagna, in seguito si espanse in numerose altre città e su iniziativa di Ravaglioli vi furono cooptati a Roma numerosi studenti che operavano anch'essi nei GUF e a Milano un giovane Paolo Grassi a cui si aggiunse poi Giovanni Testori.
La diffusione di "Via consolare" si rafforzò costantemente tanto che si decise di stamparla direttamente a Milano e fu lo stesso Grassi e trovare la tipografia di via Poerio 13, ma con l'inizio della guerra "Via Consolare" nel marzo 1941 perse gran parte dei propri collaboratori che partirono volontari in guerra come lo stesso Ravaglioli che fu inviato presso la Cecchignola a Roma per l'addestramento in artiglieria. A Roma Ravaglioli approfondì i rapporti con il gruppo romano di redattori mentre si allentarono i rapporti con il gruppetto milanese di Grassi. Nello stesso periodo iniziò a farsi conoscere un giovanissimo Giovanni Testori che vista la giovane età non poteva essere richiamato per la leva.
Operando sempre da Roma Ravaglioli convinse la dirigenza del Guf a costituire una nuova rivista che fosse l'organo ufficiale dei "cine-teatri-radio Guf d'Italia". La nuova rivista di cui Ravaglioli divenne fin dall'inizio direttore esordì nel dicembre con il nome di "Spettacolo" cui fu poi affiancato anche il nome di "Via Consolare". Dopo la laurea Ravaglioli fu spostato a Napoli per seguire il corso ufficiali continuando ad inviare recensioni al caporedattore della rivista Walter Ronchi. Nel frattempo il Guf di Forlì decise di creare un nuovo mensile che fosse legato al territorio "Pattuglia di punta", poi semplicemente "Pattuglia" e che nel primo semestre 1942 ottenne respiro nazionale provocando la crisi di "Spettacolo-Via Consolare" che ebbe difficoltà ad uscire.
Al termine dell'addestramento Ravaglioli fu inviato in Grecia al seguito delle truppe d'occupazione ove rimase fino all'armistizio dell'8 settembre.
Preso prigioniero dai tedeschi si rifiutò di aderire alla Repubblica Sociale Italiana rimanendo in campo di prigionia fino al termine della guerra.
Rimasto invalido fu decorato con due Croci di guerra al merito militare.
Era il padre dell'ex deputato della Democrazia Cristiana Marco Ravaglioli, anch'esso giornalista.

## Il dopoguerra
Nel 1958 fu chiamato dal nuovo sindaco democristiano di Roma Urbano Cioccetti per gestire l'ufficio stampa del Comune. In questa veste fu anche direttore della rivista Capitolium.
A partire dal 1966 si batté per ripristinare la festività del Natale di Roma che istituita dal regime fascista era stata abolita nel 1945.